# Lijst van voetbalinterlands Ivoorkust - Marokko
Deze lijst van voetbalinterlands is een overzicht van alle officiële voetbalwedstrijden tussen de nationale teams van Ivoorkust en Marokko. De Afrikaanse landen speelden tot op heden 21 keer tegen elkaar. De eerste ontmoeting was een kwalificatiewedstrijd voor het Wereldkampioenschap voetbal 1974 op 20 mei 1973 in Abidjan. Het laatste duel, een vriendschappelijke wedstrijd, werd gespeeld in Abidjan op 14 oktober 2023.

## Wedstrijden
| №  | Plaats      | Datum            | Competitie                           | Wedstrijd           | Uitslag |
| -- | ----------- | ---------------- | ------------------------------------ | ------------------- | ------- |
| 1  | Abidjan     | 20 mei 1973      | WK 1974 kwalificatie                 | Ivoorkust − Marokko | 1 − 1   |
| 2  | Tétouan     | 3 juni 1973      | WK 1974 kwalificatie                 | Marokko − Ivoorkust | 4 − 1   |
| 3  | Abidjan     | 12 februari 1980 | Vriendschappelijk                    | Ivoorkust − Marokko | 4 − 4   |
| 4  | Abidjan     | 15 januari 1984  | Vriendschappelijk                    | Ivoorkust − Marokko | 3 − 3   |
| 5  | Caïro       | 20 maart 1986    | Afrika Cup 1986                      | Ivoorkust − Marokko | 3 − 2   |
| 6  | Casablanca  | 19 maart 1988    | Afrika Cup 1988                      | Marokko − Ivoorkust | 0 − 0   |
| 7  | Rabat       | 13 januari 1991  | Afrika Cup 1992 kwalificatie         | Marokko − Ivoorkust | 3 − 1   |
| 8  | Abidjan     | 28 juli 1991     | Afrika Cup 1992 kwalificatie         | Ivoorkust − Marokko | 2 − 0   |
| 9  | Rabat       | 13 november 1994 | Afrika Cup 1996 kwalificatie         | Marokko − Ivoorkust | 1 − 0   |
| 10 | Abidjan     | 4 juni 1995      | Afrika Cup 1996 kwalificatie         | Ivoorkust − Marokko | 2 − 0   |
| 11 | Rabat       | 30 april 2003    | Vriendschappelijk                    | Marokko − Ivoorkust | 0 − 1   |
| 12 | Caïro       | 21 januari 2006  | Afrika Cup 2006                      | Marokko − Ivoorkust | 0 − 1   |
| 13 | Marrakesh   | 9 juni 2012      | WK 2014 kwalificatie                 | Marokko − Ivoorkust | 2 − 2   |
| 14 | Abidjan     | 7 september 2013 | WK 2014 kwalificatie                 | Ivoorkust − Marokko | 1 − 1   |
| 15 | Kigali      | 20 januari 2016  | African Championship of Nations 2016 | Marokko − Ivoorkust | 0 − 1   |
| 16 | Marrakesh   | 12 november 2016 | WK 2018 kwalificatie                 | Marokko − Ivoorkust | 0 − 0   |
| 17 | Oyem        | 24 januari 2017  | Afrika Cup 2017                      | Marokko − Ivoorkust | 1 − 0   |
| 18 | Abidjan     | 11 november 2017 | WK 2018 kwalificatie                 | Ivoorkust − Marokko | 0 − 2   |
| 19 | Caïro       | 28 juni 2019     | Afrika Cup 2019                      | Marokko − Ivoorkust | 1 − 0   |
| 20 | Fos-sur-Mer | 10 juni 2023     | Vriendschappelijk                    | Ivoorkust − Marokko | 0 − 1   |
| 21 | Abidjan     | 14 oktober 2023  | Vriendschappelijk                    | Ivoorkust − Marokko | 1 − 1   |

## Samenvatting
| Competitie                      | Totaal gespeeld | Winst Ivoorkust | Gelijk | Winst Marokko | Doelsaldo Ivoorkust – Marokko |
| ------------------------------- | --------------- | --------------- | ------ | ------------- | ----------------------------- |
| WK-kwalificatie                 | 6               | 0               | 4      | 2             | 5 − 10                        |
| Afrika Cup                      | 5               | 2               | 1      | 2             | 4 − 4                         |
| Afrika Cup-kwalificatie         | 4               | 2               | 0      | 2             | 5 − 4                         |
| African Championship of Nations | 1               | 1               | 0      | 0             | 1 − 0                         |
| Vriendschappelijk               | 5               | 1               | 3      | 1             | 9 − 9                         |
| Totaal                          | 21              | 6               | 8      | 7             | 24 − 27                       |

FIF · A-internationals · Selecties · Bondscoaches · Statistieken · Ivoriaans vrouwenelftal · Ivoorkust U21 · Ivoorkust U20 · Ivoorkust U19 · Ivoorkust U18 · Ivoorkust U17
1960 – 1969 ·
1970 – 1979 ·
1980 – 1989 ·
1990 – 1999 ·
2000 – 2009 ·
2010 – 2019 ·
2020 − 2029
WK 2006 · 
WK 2010 · 
WK 2014
OS 2008 · 
OS 2020
1960 ·
1961 ·
1962 ·
1963 ·
1964 · 
1965 ·
1966 · 
1967 ·
1968 ·
1969 ·
1970 ·
1971 ·
1972 ·
1973 ·
1974 ·
1975 ·
1976 ·
1977 ·
1978 · 
1979 ·
1980 ·
1981 · 
1982 ·
1983 ·
1984 ·
1985 ·
1986 ·
1987 ·
1988 ·
1989 ·
1990 ·
1991 ·
1992 · 
1993 · 
1994 · 
1995 · 
1996 · 
1997 · 
1998 · 
1999 · 
2000 · 
2001 · 
2002 · 
2003 · 
2004 · 
2005 · 
2006 · 
2007 · 
2008 · 
2009 · 
2010 · 
2011 · 
2012 · 
2013 ·
2014 ·
2015 ·
2016 ·
2017 ·
2018 ·
2019 ·
2020 ·
2021 ·
2022 ·
2023 ·
2024
Algerije ·
Angola ·
Argentinië ·
België ·
Benin ·
Bosnië en Herzegovina ·
Botswana ·
Brazilië ·
Burkina Faso ·
Burundi ·
Centraal-Afrikaanse Republiek ·
Chili ·
Colombia ·
Comoren ·
Congo-Brazzaville ·
Congo-Kinshasa ·
Duitsland ·
Egypte ·
El Salvador ·
Engeland ·
Equatoriaal-Guinea ·
Ethiopië ·
Frankrijk ·
Gabon ·
Gambia ·
Ghana ·
Griekenland ·
Guinee ·
Guinee-Bissau ·
Hongarije ·
Israël ·
Italië ·
Japan ·
Jordanië ·
Kameroen ·
Kenia ·
Koeweit ·
Lesotho ·
Liberia ·
Libië ·
Madagaskar ·
Malawi ·
Mali ·
Marokko ·
Mauritanië ·
Mauritius ·
Mexico ·
Moldavië ·
Mozambique ·
Namibië ·
Nederland ·
Niger ·
Nigeria ·
Noord-Korea ·
Oeganda ·
Oostenrijk ·
Paraguay ·
Polen ·
Portugal ·
Qatar ·
Roemenië ·
Rusland ·
Rwanda ·
Senegal ·
Servië en Montenegro ·
Seychellen ·
Sierra Leone ·
Slovenië ·
Soedan ·
Spanje ·
Tanzania ·
Togo ·
Tsjaad ·
Tunesië ·
Turkije ·
Uruguay ·
Verenigde Staten ·
Zambia ·
Zimbabwe ·
Zuid-Afrika ·
Zuid-Korea ·
Zweden ·
Zwitserland
Argentinië (2006) · 
Colombia (2014) ·
Ghana (2015) ·
Griekenland (2014) · 
Japan (2014) ·  
Nederland (2006) · 
Noord-Korea (2010) · 
Servië en Montenegro (2006) ·
Zambia (2012)
FRMF · A-internationals · Bondscoaches · Marokkaans vrouwenelftal · Olympisch elftal · Lokaal · Marokko U23 · Marokko U21 · Marokko U20 · Marokko U19 · Marokko U18 · Marokko U17
1950 – 1959 ·
1960 – 1969 ·
1970 – 1979 ·
1980 – 1989 ·
1990 – 1999 ·
2000 – 2009 ·
2010 – 2019 ·
2020 − 2029
WK 1970 ·
WK 1986 ·
WK 1994 ·
WK 1998 ·
WK 2018 ·
WK 2022
OS 1964 ·
OS 1972 ·
OS 1984 ·
OS 1992 ·
OS 2000 ·
OS 2004 ·
OS 2012
1944 · 
1957 · 
1958 · 
1959 · 
1960 · 
1961 · 
1962 · 
1963 · 
1964 · 
1965 · 
1966 · 
1967 · 
1968 · 
1969 · 
1970 · 
1971 · 
1972 · 
1973 · 
1974 · 
1975 · 
1976 · 
1977 · 
1978 · 
1979 · 
1980 · 
1981 · 
1982 · 
1983 · 
1984 · 
1985 · 
1986 · 
1987 · 
1988 · 
1989 · 
1990 · 
1991 · 
1992 · 
1993 · 
1994 · 
1995 · 
1996 · 
1997 · 
1998 · 
1999 · 
2000 · 
2001 · 
2002 · 
2003 · 
2004 · 
2005 · 
2006 · 
2007 · 
2008 · 
2009 · 
2010 · 
2011 · 
2012 · 
2013 · 
2014 ·
2015 ·
2016 ·
2017 ·
2018 ·
2019 ·
2020 ·
2021 ·
2022 ·
2023 ·
2024
Albanië ·
Algerije ·
Angola ·
Argentinië ·
Armenië ·
Australië ·
Bahrein ·
België ·
Benin ·
Botswana ·
Brazilië ·
Bulgarije ·
Burkina Faso ·
Burundi ·
Canada ·
Centraal-Afrikaanse Republiek ·
Chili ·
China ·
Colombia ·
Comoren ·
Congo-Brazzaville ·
Congo-Kinshasa ·
Costa Rica ·
DDR ·
Denemarken ·
Duitsland ·
Egypte ·
Engeland ·
Equatoriaal-Guinea ·
Estland ·
Ethiopië ·
Finland ·
Frankrijk ·
Gabon ·
Gambia ·
Georgië ·
Ghana ·
Griekenland ·
Guinee ·
Guinee-Bissau ·
Hongkong ·
Ierland ·
India ·
Indonesië ·
Irak ·
Iran ·
Italië ·
Ivoorkust ·
Jamaica ·
Jemen ·
Joegoslavië ·
Jordanië ·
Kaapverdië ·
Kameroen ·
Kenia ·
Koeweit ·
Kroatië ·
Lesotho ·
Libanon ·
Liberia ·
Libië ·
Luxemburg ·
Malawi ·
Maleisië ·
Mali ·
Mauritanië ·
Mexico ·
Mozambique ·
Myanmar ·
Namibië ·
Nederland ·
Nieuw-Zeeland ·
Niger ·
Nigeria ·
Noord-Ierland ·
Noorwegen ·
Oeganda ·
Oekraïne ·
Oezbekistan ·
Oman ·
Palestina ·
Paraguay ·
Peru ·
Polen ·
Portugal ·
Qatar ·
Roemenië ·
Rusland ·
Rwanda ·
Saoedi-Arabië ·
Sao Tomé en Principe ·
Schotland ·
Senegal ·
Servië ·
Sierra Leone ·
Slowakije ·
Soedan ·
Somalië ·
Sovjet-Unie ·
Spanje ·
Syrië ·
Tanzania ·
Thailand ·
Togo ·
Trinidad en Tobago ·
Tsjechië ·
Tunesië ·
Uruguay ·
Verenigde Arabische Emiraten ·
Verenigde Staten ·
Zambia ·
Zimbabwe ·
Zuid-Afrika ·
Zuid-Jemen ·
Zuid-Korea ·
Zwitserland
België (2022) · 
Frankrijk (2022) ·
Iran (2018) · 
Kroatië (2022, 1) ·
Kroatië (2022, 2) ·
Portugal (2018) · 
Portugal (2022) ·
Spanje (2018) ·
Spanje (2022)